# 아나스피데스목
아나스피데스목(Anaspidacea)은 연갑강에 속하는 갑각류 목의 하나로 4개 과에 11개 속으로 이루어져 있다. 아나스피데스과(Anaspididae) 종들은 완전히 동굴성 생물(지하에서만 사는)에서부터 호수와 냇가 그리고 황무지의 물 웅덩이에 사는 종들까지 다양하며, 태즈매니아에서만 발견된다. 쿠능가과(Koonungidae) 종은 태즈마니아와 오스트레일리아 대륙의 남동부 지역에서 발견되며, 가재가 파놓은 굴 그리고 동굴에서 산다.
프삼마스피데스과(Psammaspididae)와 스티고카리스과(Stygocarididae)는 둘 다 동굴에 제한적으로 살지만, 스티고카리스과는 다른 과들보다 더 널리 분포하며 뉴질랜드와 남아메리카 그리고 오스트레일리아 종을 가지고 있는 파라스티고카리스속(Parastygocaris)을 포함하고 있다. 이 과에 속하는 다른 2개 속은 남아메리카에, 그리고 나머지 스티고카렐라속(Stygocarella)은 뉴질랜드에서 발견된다.

## 속
- 아나스피데스과 (Anaspididae) Thomson, 1893
  - 알라나스피데스속 (Allanaspides) Swain, Wilson, Hickman & Ong, 1970 – 태즈매니아
  - 아나스피데스속 (Anaspides) Thomson, 1894 – 태즈매니아
  - 파라나스피데스속 (Paranaspides) Smith, 1908 – 태즈매니아
- 쿠능가과 (Koonungidae) Sayce, 1908
  - 쿠능가속 (Koonunga) Sayce, 1907 – 오스트레일리아 남동부 및 태즈매니아
  - 미크라스피데스속 (Micraspides) Nicholls, 1931 – 오스트레일리아 남동부 및 태즈매니아
- 프삼마스피데스과 (Psammaspididae) Schminke, 1974
  - 에우크레노니스피데스속 (Eucrenonaspides) Knott & Lake, 1980 – 태즈매니아
  - 프삼마스피데스속 (Psammaspides) Schminke, 1974 – 오스트레일리아 남동부
- 스티고카리스과 (Stygocarididae) Noodt, 1963
  - 온코스티고카리스속 (Oncostygocaris) Schminke, 1980 – 남아메리카 남부
  - 파라스티고카리스속 (Parastygocaris) Noodt, 1963 – 남아메리카 남부
  - 스티고카렐라속 (Stygocarella) Schminke, 1980 – 뉴질랜드
  - 스티고카리스속 (Stygocaris) Noodt, 1963 – 남아메리카 남부, 오스트레일리아 남동부 및 뉴질랜드